# Карлет
Карлет (валенс. Carlet, ісп. Carlet) — муніципалітет в Іспанії, у складі автономної спільноти Валенсія, у провінції Валенсія. Населення — 15 606 осіб (2010).

## Географія
Муніципалітет розташований на відстані близько 300 км на південний схід від Мадрида, 30 км на південний захід від Валенсії.
На території муніципалітету розташовані такі населені пункти: (дані про населення за 2010 рік)
- Карлет: 15255 осіб
- Аузіас-Марк: 351 особа

## Демографія
Динаміка населення (INE ):

## Галерея зображень

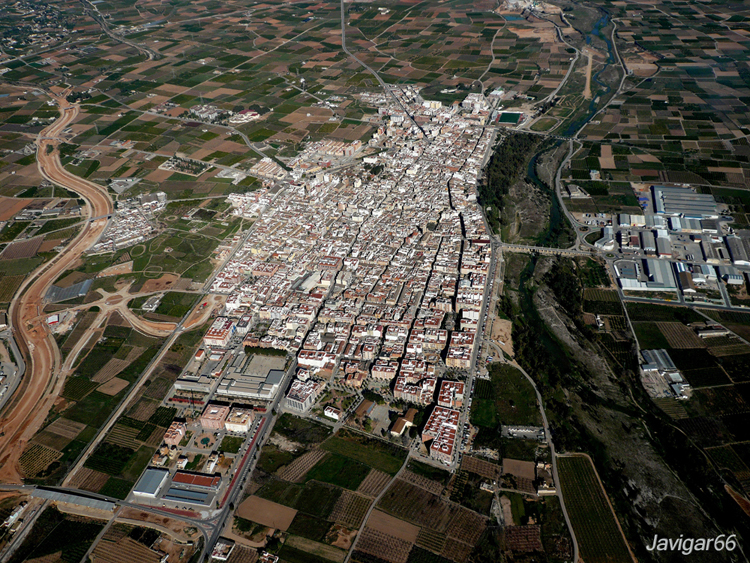
Карлет, вид згори